# Almussafes (plat)
Pour la ville homonyme, voir Almussafes.
L'almussafes est un sandwich à base de soubressade (sorte de charcuterie) et de fromage.
Avec la brascada et le xivito, c'est l'un des entremets valenciens ayant son propre nom. L'almussafes a été créé au Don Ramón, un restaurant appartenant à Ramón Martínez Arolas, à l'époque de l'installation de l'entreprise automobile Ford à Valence, alors que les ingénieurs de l'entreprise américaine logeaient à l'Astoria de Valence. Il a été inventé par un homme appelé Manolo, qui était responsable du tour[Lequel ?], et a été nommé d'après Almussafes, la ville où le constructeur automobile était basée.